# 6864 Starkenburg
6864 Starkenburg è un asteroide della fascia principale. Scoperto nel 1991, presenta un'orbita caratterizzata da un semiasse maggiore pari a 2,2690833 UA e da un'eccentricità di 0,1012169, inclinata di 2,79647° rispetto all'eclittica.